# Euippe euchlorata
Euippe euchlorata är en fjärilsart som beskrevs av Holland 1900. Euippe euchlorata ingår i släktet Euippe och familjen mätare. Inga underarter finns listade i Catalogue of Life.